# Амр ібн Юсуф
Амр ібн Юсуф аль-Муваллад (араб. عمروس بن يوسف المولد; д/н — бл. 814) — державний діяч Кордовського емірату, валі (намісник) Сарагоси у 802—814 роках.

## Життєпис
Походив з муваладського роду. Народився в Вайшки. Спочатку служив Айшуну ібн Сулейману, валі Барселони. Після смерті останнього перейшов на службу до брата Айшуна — Матруха. Брав участь у захопленні Сарагоси. 792 року разом зі стриєчним братом Кабрітом влаштував змову, внаслідок якої Матруха було вбито. За це отримав від еміра Гішама I посаду валі Талабіри.
У 802 році на чолі війська спрямований на придушення повстання Бахлула ібн Марзука. Спочатку захопив Туделу, яку передав синові Юсуфу. Потім рушив проти Сарагоси, де завдав поразки Бахлулові. Останній невдовзі загинув. У грудні 802 року Амр ібн Юсуф придушив повстання в Сарагосі. На початку 803 року його було призначено валі цього міста. У 804 році його стриєчний брат Кабріт став валі Вайшки. Потім розпочав низку кампаній проти Авреоло, графа Арагону, якого підтримували франки, і Веласко, граф Памплони. 807 року Амр придушив повстання в Туделі.
У 809 році після загибелі графа Авреоло захопив частину графства Арагону і все графство Собрарбе. Помер близько 814 року.